# Hassan Souari
Hassan Souari (arab. حسن الصواري, ur. 24 grudnia 1984 w Sattat) – marokański piłkarz i trener, grający jako środkowy napastnik. Reprezentant kraju. Trenuje CUS Ben Ahmed.

## Klub

### Początki
Zaczynał karierę w Renaissance Settat, grał tam jako junior, do pierwszego zespołu przedostał się w 2002 roku. 1 lipca 2004 roku został zawodnikiem Olympique Khouribga.

### FC Istres
1 lipca 2006 roku dołączył do FC Istres za kwotę 950 tys. euro. We francuskim zespole zadebiutował 28 lipca 2006 roku w meczu przeciwko SC Bastia (2:2). W debiucie strzelił gola – do siatki trafił w 34. minucie. Łącznie zagrał 27 meczów i strzelił 3 gole.

### 2007–2011
1 lipca 2007 roku wrócił do Olympique Khouribga. 1 stycznia 2009 roku został graczem AZAL PFK Baku. 1 lipca 2009 roku przeszedł do Hatta Club. 1 stycznia 2010 roku przeszedł do Olympic Safi.

### Raja Casablanca
5 stycznia 2011 roku trafił do Raja Casablanca. W sezonie 2010/2011 zdobył z tym klubem tytuł mistrza Maroka.
W sezonie 2011/2012 (pierwszym dostępnym na stronie Transfermarkt) zagrał 11 meczów i miał jedną asystę.

### Renaissance Berkane
1 lipca 2012 roku przeniósł się do Renaissance Berkane. W tym klubie zadebiutował 16 września 2012 roku w meczu przeciwko Hassania Agadir (3:2 dla rywali Berkane). Łącznie zagrał 7 meczów ligowych.

### Difaâ El Jadida
10 stycznia 2013 roku został zawodnikiem Difaâ El Jadida. W tym klubie zadebiutował 10 lutego 2013 roku w meczu przeciwko Hassania Agadir (1:0 dla rywali El Jadidy). Na boisku spędził 85 minut. Łącznie zagrał 2 mecze.

### Hassania Agadir
10 stycznia 2014 roku został zawodnikiem Hassanii Agadir. W tym klubie zadebiutował 15 lutego 2014 roku w meczu przeciwko Wydad Casablanca (1:0 dla Hassanii). Na boisko wszedł w 80. minucie, zastępując Zoumana Koné. Łącznie zagrał 2 mecze.

### Od 2015
15 stycznia 2015 roku został zawodnikiem Racing Casablanca. 1 lipca 2015 roku przeniósł się do AS Salé. 18 września 2015 roku zakończył karierę.

## Reprezentacja
Souari zadebiutował w reprezentacji Maroka 28 maja 2006 roku w meczu przeciwko reprezentacji Mali (porażka 0:1). Grał całą drugą połowę. Pierwszego gola strzelił 15 listopada 2006 roku w meczu przeciwko reprezentacji Gabonu (6:0). Do siatki trafił w 89. minucie. W sumie zagrał 3 mecze i strzelił jedną bramkę.

## Kariera trenerska
1 lipca 2021 roku objął CUS Ben Ahmed.